# Akrobacje rowerowe

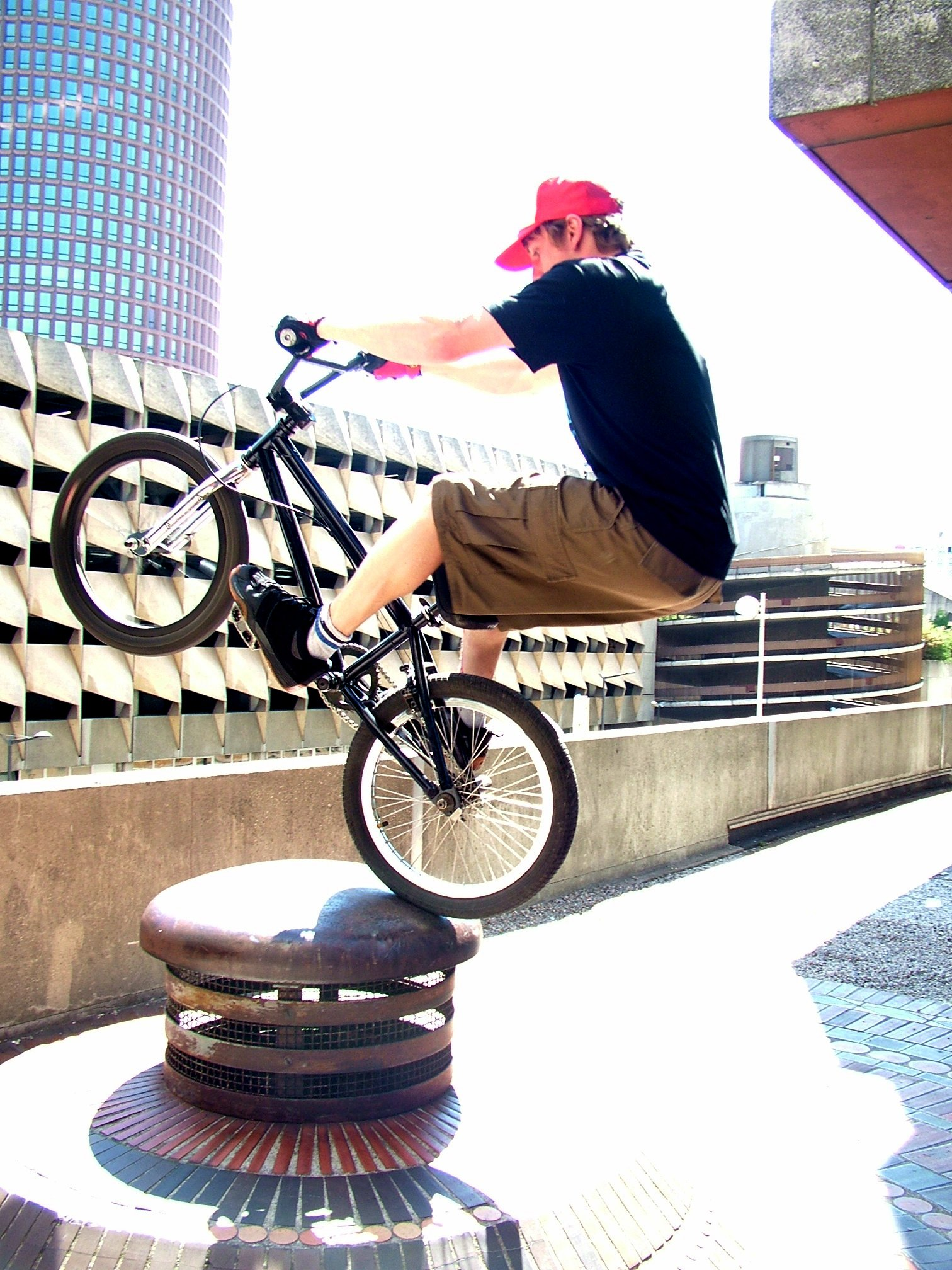
„Abubaca”

Akrobacje rowerowe – odmiana kolarstwa uprawiana na różnego rodzaju rowerach, których wspólną cechą jest wykonywanie rozmaitych ewolucji.

## Akrobacje cyrkowe
Akrobacje cyrkowe wykonuje się na różnego rodzaju rowerach cyrkowych, z których najbardziej znany jest rower jednokołowy. Oprócz roweru jednokołowego stosuje się też w cyrkach rowery do jazdy po linie, rowery trampolinowe, czasami również wykonuje ewolucje na rowerach BMX. Z akrobacji cyrkowych wywodzi się kilka dyscyplin kolarskich. Są to m.in.:
- kolarstwo artystyczne – polegające na wykonywaniu czegoś w rodzaju tańca na rowerach jednokołowych lub BMX-ach,
- piłka rowerowa – polegający na grze w piłkę na specjalnie do tego przeznaczonych rowerach,
- przedstawienia teatralne z wykorzystaniem rowerów cyrkowych znane jako pokazy akrobacji rowerowych.

## Trial
Dyscyplina, w której celem jest pokonanie trudnego odcinka (np. skały, schody, poręcze) na specjalnym rowerze trialowym.

## BMX
- Dirt jumping – polega na wykonywaniu skoków i ewolucji w powietrzu (np. obrót o 360°, obrót do tyłu przez plecy – tzw. backflip, wyprostowanie ciała podczas lotu – superman, obrót kierownicy o 360° – barspin, zdjęcie nóg z pedałów – no footer, zdjęcie rąk z kierownicy – no hander, puszczenie się roweru i ponowne złapanie go – nothing) po wybiciu się z odpowiednio ukształtowanych ziemnych wyskoczni (tzw. hopek) o różnych kształtach i rozmiarach. W rowerach do tego stylu jazdy częściej montuje się hamulce niż w innych BMX-ach. Przełożenie napędu jest większe, żeby zawodnik mógł szybciej nabrać prędkości, a opony mają głębszy bieżnik w celu zwiększenia przyczepności na ziemnym podłożu.
- Park – forma jazdy na BMX polegająca na pokonywaniu przeszkód w skateparku (np. rampa, quarter, spine itp.). Najczęściej wykonywane sztuczki to m.in. tailwhip; barspin; footjam, czyli wskoczenie na półkę rampy przednim kołem, blokując je butem. Sztuczki na skateparku można wykonywać na kilka sposobów: tzw. air, czyli wybijając się z rampy w górę, czy tzw. fly out, czyli wybijając się z rampy w dal bądź na półkę.
- Street – dyscyplina polegająca na niczym nie ograniczonej jeździe po wszelkich wytworach architektury miejskiej. Polega na wykorzystywaniu wszelkich przeszkód ulicznych np. schodów, poręczy, murków, drzew oraz innych przeszkód. Obecnie jest bardzo dużo skateparków naśladujących uliczne przeszkody, czyli tak zwanych skateplaz. Umożliwia to uprawianie tego sportu bez niszczenia publicznego mienia takiego jak poręcze czy murki, które często ulegają uszkodzeniom podczas wykonywania sztuczek.
- Flatland – dyscyplina polegająca na wykonywaniu akrobacji na płaskim, dużym, najlepiej asfaltowym terenie. W ramach tej dyscypliny wykonuje się różne triki, stojąc na pegach, pedałach lub  napędzając koło pocieraniem nogą o oponę. Każdą sztuczkę można wykonać na wiele sposobów: rolling – czyli jazda na wprost do przodu lub do tyłu,; spinning, czyli obrót do przodu lub do tyłu; turbiny, czyli obrót z regularnym zmienianiem kierunku (do przodu, do tyłu, do przodu, do tyłu...); scuffing, czyli obrót do przodu lub do tyłu, napędzając się pocieraniem butem o oponę. Na zawodach punkty dostaje się przede wszystkim za płynność, kreatywność, różnorodność i trudność wykonywanych sztuczek.  Charakterystyczna dla flatlandu jest budowa roweru – krótka baza kół, węższe opony, krótsze mostki, widelce z małym lub zerowym wyprzedzeniem, pegi z papierem ściernym albo szorstkim wzorem w celu lepszego trzymania stopy. Obecnie większość rowerów do flatlandu nie posiada hamulców wcale lub posiada jedynie przedni. Bardzo dużo flatlandowych sztuczek nie jest możliwa do zrobienia bez wykonania wcześniej innych, czasami najpierw trzeba się na przykład obrócić, przełożyć nogę, zmienić położenie roweru pod sobą, żeby wejść do pożądanej pozycji. Dyscyplina ta wymaga bardzo wiele cierpliwości i pokory, gdyż równowaga na każdej sztuczce przychodzi stopniowo. Nie jest tu tak jak w przypadku innych dyscyplin, gdzie ćwiczenia grają mniejszą rolę niż przełamanie strachu, tylko najważniejsze jest konsekwentne powtarzanie aż trzymanie równowagi w danej pozycji stanie się dla nas naturalne.
- Vert – forma jazdy na BMX polegająca na rampie przypominającej przekrojoną rurę. Ten styl jazdy rozpowszechnił Mat Hoffman(inne języki).